# حزب کارگر (هلند)
حزب کارگر (به هلندی: Partij van de Arbeid- PvdA)، یکی از حزب‌های سیاسی هلند با مرام سوسیال دموکراسی است. از ۵ نوامبر ۲۰۱۲ این حزب در ائتلاف با حزب «مردم برای آزادی و دموکراسی (VVD)» در تشکیل کابینهٔ روتهٔ دوم شرکت دارد. لودویک آشر، معاون نخست وزیر و رهبر حزب کارگر هلند است.